# Ирина Палеолог (ћерка цара Јована V)
Ирина Палеолог (Грчки: Εἰρήνη Παλαιολογίνα, рођена 1349. године) била је византијска принцеза из XIV века, ћерка византијског цара Јована V Палеолога и царице Јелене Кантакузин.
Године 1352. њени отац и мајка отишли су у Тракију да преузму управу над тамошњим градовима, које им је уступио њен деда цар Јован VI Кантакузин. Ипак, принцеза Ирина је остала у престоници, где је њен отац поверио одгој и васпитање своје ћерке њеној баки – царици Ирини Асен, која се о њој бринула до повратка њених родитеља. Године 1358 десетогодишња принцеза Ирина је верена за шехзаде Халила – османског принца, сина султана Орхана I. Иринин вереник је био и њен блиски рођак, јер је његова мајка Теодора Кантакузин била Иринина тетка по мајци, рођена сестра царице Јелене Кантакузин. Османског принца су 1357. године, киднаповали ђеновљански гусари и након дугих покушаја да га ослободе уз помоћ Ирининог брата цара Андроника IV Палеолога, пуштен је за велику откупнину 1359. године. Према некима, принцеза Ирина се недуго затим удала за Халила и родила му два сина пре него што је њега лично убио његов брат султан Мурат I 1362. године. Године 1372. Иринину руку Византинци су понудили кипарском краљу Петру II Лизињану, али су Кипрани ту понуду одбили. О животу принцезе нема више података.